# トーマス・ロンゲン
トーマス・ロンゲン（1956年10月31日 - ）は、オランダの元サッカー選手、サッカー監督である。以前はD.C. ユナイテッドのヘッドコーチ、メジャーリーグサッカーのクラブ・デポルティボ・チーヴァス・USAのスポーツディレクター、サッカーアメリカ領サモア代表の監督も務めた。プロ選手として北米サッカーリーグ、メジャーリーグサッカー、アメリカンサッカーリーグ（ASL。1988年 - 1989年に存在したリーグ。）で活躍。

## 選手時代
1975年から1979年までアヤックス・アムステルダムのリザーブチームの一員として、守備的ミッドフィールダーやディフェンダーとして登録し、トップチームのメンバーとして出場することはなかった。
1979年にアメリカに移住し、北米サッカーリーグのロサンゼルス・アズテックスに加入。その後、いくつかのクラブに所属し、アメリカで選手生活を終える。

## 監督
1984年にポープ・ジョン・ポール2世高校の少年サッカーチームの監督アシスタントとしてスタートする。2001年からU-20サッカーアメリカ合衆国代表を務め、2007 FIFA U-20ワールドカップと2009 FIFA U-20ワールドカップにチームを導く。
2011年5月に解雇される。

## アメリカ領サモア代表での実績
2011年、当時の公式戦で勝利を記録したことのないサッカーアメリカ領サモア代表の指揮を取り、同年11月22日に2014 FIFAワールドカップ・オセアニア予選においてトンガに、2-1で国際Aマッチ初勝利を収めた。ロンゲン監督のもと、FIFAランキングは過去最高の173位を記録した。
英国BBCでは、サモア代表とのドキュメンタリー映画『ネクスト・ゴール!世界最弱のサッカー代表チーム0対31からの挑戦』（原題：Next Goal Wins）が制作された。